# مصادرات الأراضي في نيوزيلندا
مصادرات الأراضي في نيوزيلندا حصلت خلال ستينيات القرن التاسع عشر لمعاقبة حركة كينغيتانغا لمحاولتها إنشاء شكل بديل للحكومة يخدم مصالح الشعب الماوري ويمنع بيع الأراضي للمستوطنين الأوروبيين. استهدف قانون المصادرة حركة كينغيتانغا ماوري التي شنت الحكومة ضدها حربًا في سبيل استعادة حكم القانون البريطاني. جرت مصادرة أكثر من 1,200,000 هكتار (أي 3,000,000 فدان) أو 4.4% من الأراضي النيوزيلندية، تواجدت معظم هذه الأراضي في إقليم وايكاتو، وتاراناكي وخليج بلنتي بشكل أساسي، بالإضافة إلى جنوب أوكلاند، وهوراكي، وتي أورويرا، وخليج هوك، والساحل الشرقي.
ضم قانون المستوطنات النيوزيلندية لعام 1863 التشريع الخاص بالمصادرة، والذي نص على استيلاء قبائل الماوري الذين تمردوا ضد الحكومة بعد 1 يناير 1863 على الأراضي النيوزيلندية. كان هدف هذا القانون المعلن تحقيق «الحماية والأمن الدائم» لسكان البلاد، وإرساء القانون والنظام والسلام باستخدام مناطق داخل الأراضي المصادرة لإقامة مستوطنات استعمارية يسكنها في البداية المستوطنون العسكريون المجندون من عمال مناجم الذهب في أوتاغو ومستعمرة فيكتوريا. مُسحت الأراضي التي لم يكن يستعملها المستوطنون العسكريون ووُضعت تحت تصنيف مدن ومخصصات ريفية ثم بيعت، وجُمعت الأموال بنفس الوقت من أجل سداد نفقات قتال الماوري. وفقًا للأكاديمي الدكتور رانجينوي ووكر، كانت أعمال الحكومة في قمة التناقض بالنسبة للماوري الذين كانوا يحاربون للدفاع عن أراضيهم من التعدي الأوروبي: «توجب عليهم دفع ثمن التسوية وتطوير أراضيهم من خلال قبول مصادراتها في الحرب التي سعت إلى توسيع نطاق السيادة الملكية لتشمل أراضيهم».
لم تظهر الحكومة تمييزًا كبيرًا بين قبائل الماوري «الموالين» و«المتمردين»، على الرغم من استهداف التشريع ظاهرياً لقبائل الماوري المنخرطة في نزاع مسلح مع الحكومة فقط، وسلبت فعليًا أراضي وسبل عيش معظم الماوريين المتواجدين في المناطق المتأثرة بالنزاع بغض النظر عن موقفها السياسي. يشير النقاش البرلماني حول التشريع إلى أنه على الرغم من أن هدف سياسة المصادرة هو استعادة السلام والحفاظ عليه، ولكن بعض وزراء الحكومة في ذلك الوقت اعتبروا أن الغرض الرئيسي منه هو تسريع وتمويل الاستعمار. باع التاج البريطاني الكثير من الأراضي التي لم يشغلها المستوطنون في وقت لاحق. أدى غضب الماوريين وإحباطهم بسبب مصادرة الأراضي إلى ظهور حركة هاوهاو المسيانية التابعة لعقيدة باي مارير في عام 1864 ومن ثم اندلاع حرب التاراناكي الثانية وحرب تيتوكوارو على مدار حرب التاراناكي بين عامي 1863 و1869. أعيدت بعض الأراضي لاحقًا إلى الماوريين، على الرغم من أنها لم تعد دائمًا إلى أصحابها الأصليين؛ اشترى التاج البريطاني بعد ذلك بعض المناطق «المستردة».
قُدمت عدة مطالبات إلى كل من محكمة وايتانغي وحكومة نيوزيلندا منذ تسعينيات القرن الماضي من أجل الحصول على تعويض عن مصادرات الأراضي التي حصلت بموجب قانون تسوية الأراضي. خلصت المحكمة -في تقاريرها الواردة حول تحقيقاتها- إلى أنه على الرغم من قانونية تشريع مصادرة الأراضي آنذاك، فإنها تعتبر كل مصادرة قامت بها الحكومة انتهاكًا للقانون، وذلك بسبب عدم تقديم أدلة كافية على وجود تمرد داخل المناطق المُصادرة وكذلك تضمين مناطق شاسعة من الأراضي ضمن نطاق المصادرات، مثل المناطق الجبلية غير الصالحة للسكن والتي لم يكن هناك أي احتمال لاستيطان أي شخص فيها. تضمنت المطالبات التي قدمها التاج البريطاني في تحقيق نجاتي أوا في عام 1999 وتسوية عام 1995 مع وايكاتو تاينوي اعترافًا بكون مصادرة أراضي تلك القبيلة أمرًا غير عادل وانتهاكًا لمعاهدة وايتانغي. وقع التاج البريطاني وإيوي في عام 2012 على عشرة صكوك تسوية، إذ توصلوا إلى دفع حزمة تعويض قيمتها 6.7 مليون دولار إلى وايكاتو ريفر إيوي بسبب «انتهاكات معاهدة وايتانغي التي تركت القبيلة بلا أرض تقريبًا».

## خلفية التشريع

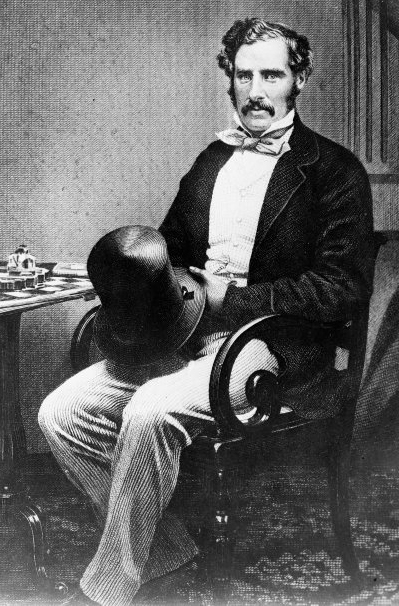
السير جورج غراي

انخرطت حكومة نيوزيلندا منذ اندلاع حرب التاراناكي الأولى في وايتارا في مارس من عام 1860 في نزاع مسلح مع الماوريين الذين رفضوا بيع أراضيهم للاستيطان الاستعماري أو التنازل دون أي مشاكل عن «حيازة أراضيهم وعقاراتهم» التي وعدتهم معاهدة وايتانغي بها. استمرت تكاليف القتال في الحرب بالارتفاع مع حلول منتصف عام 1863 –إذ صوت الدفاع الاستعماري لدفع 8031 جنيهًا إسترلينيًا بين عامي عام 1861-1862، بينما أنفقت الحكومة البريطانية نحو 400 ألف جنيهًا إسترلينيًا- في الوقت الذي وجدت الحكومة نفسها غير قادرة على قمع مقاومة الماوريين.
كتب تشارلز براون، مراقب التاراناكي في مايو من عام 1863، أي قبل أسابيع من اندلاع حرب التاراناكي الثانية: «سيكون من المنصف مصادرة أراضي القبائل التي ستحاربنا، فهي مناطق ذات قيمة كافية لتغطية جميع تكاليف الحرب بالكامل». وقع الحاكم السير جورج غري ووزرائه بعد ذلك بثلاثة أيام اتفاقًا يقضي بمصادرة قطعة أرض متنازع عليها بين تاتارايمكا وأوماتا في تاراناكي، وحُذر ماوريو وايتارا المعادون للحكومة من أنهم قد يخاطرون بمصادرة أراضيهم أيضًا.
بدأت وزارة رئيس الوزراء ألفريد دوميت على الفور في توسيع خططها للمصادرة الجماعية. وضعت الوزارة في يونيو خطًا من نقاط الدفاع بين أوكلاند ونغارواوايا، وخططت لتطهير «جميع السكان الأصليين المعادين للحكومة» شمال الخط ومصادرة أراضيهم، والتي تَقرر إما متحها بعد ذلك للمستوطنين العسكريين أو بيعها لتحمل تكاليف الحرب. نشرت الحكومة إشعارات تتضمن شروط منح الأراضي في منطقة أوماتا للمستوطنين العسكريين في يوليو، ثم نشرت بعد شهر من ذلك شروط منح الأراضي في منطقة وايكاتو، على الرغم من عدم وجود أي تشريع للمصادرة حتى ذلك الوقت.
أرسل كل من النائب العام فريدريك ويتاكر ووزير الدفاع توماس راسل مذكرةً موقعةً من رئيس الوزراء ألفريد دوميت إلى الحاكم غري في أغسطس من عام1863، أي بعد ثلاثة أسابيع فقط من بدء غزو وايكاتو؛ ادعيا من خلالها تخطيط وايكاتو -التي تُعتبر أقوى قبيلة من قبائل ماوري- لطرد الأوروبيين أو تدميرهم وإنشاء مملكة محلية. جادل كل منهما في هذه المذكرة بأن أمن المستعمرة متوقف على معاقبة التمرد الماوريّ، واقترحا تجنيد السكان المسلحين في مناجم الذهب في أوتاجو وأستراليا ودفعهم إلى الاستقرار في الأراضي المسلوبة من «العدو».  كان ويتاكر وراسل –اللذان قادا ممولي أوكلاند والمضاربين والمحامين فيها- أقوى رجال الوزارة، وكانا قادرين على تكوين ثروة كبيرة إن نُقل الماوريون من أراضيهم إلى جنوب أوكلاند. احتضن غراي -الذي انتهت مؤخرًا فترة حكمه في منصب محافظ مستعمرة كيب في جنوب أفريقيا، حيث أُجريت التسوية العسكرية لأراضي الكوسيين- الفكرة، وأوفد برقية إلى المكتب الاستعماري بعد شهر من وضع تفاصيل الخطة، مكررًا الادعاء بأن الماوريين قد خططوا للتدمير الشامل لبعض المستوطنات الأوروبية. تضمّن الاقتراح وضع 5000 مستوطن عسكري على الحدود بين وايكاتو وتاراناكي، بحيث يمتلك كل منهم مزرعة تبلغ مساحتها 20 هكتارًا في فترة الحيازة العسكرية للأراضي.
حاول غري تهدئة المخاوف المحتملة في المكتب الاستعماري من خلال الإشارة إلى أنه لم يكن هناك سوى 3355 ماوري يعيشون على 200.000 هكتار من الأراضي الخصبة في وايكاتو، ولهذا السبب لم يزرعوا سوى 6000 هكتار من الأراضي؛ واقترح إنشاء طرق في جميع أنحاء الأراضي لربط المستوطنات والبلدات العسكرية. قُدرت التكلفة الإجمالية بنحو 3.5 مليون جنيه إسترليني. جُمعت الأموال اللازمة لهذه العملية من خلال الحصول على قرض من مصرف نيوزيلندا، الذي أوجده وزير الدفاع راسل، والذي كان يأمل هو والنائب العام ويتاكر في الاستفادة منه. أُمن على هذا القرض من خلال الأرباح المتوقعة من بيع الأراضي المصادرة للمهاجرين الجدد.
كبر المخطط مرة أخرى بحلول أكتوبر من ذلك العام، مع وصول عدد المستوطنين البالغ 20 ألف مستوطن إلى حده الأقصى في تاراناكي ووايكاتو ومناطق أخرى، وربط المستوطنات بشبكة من الطرق بطول 1600 كيلومترًا. نُشر 8000 مستوطن عسكري في 40 مستوطنة ممتدة على مساحة 80 ألف هكتار من وايتارا إلى وايتوتارا، بالقرب من وانجانوي في تاراناكي وحدها.